# Jaskinia Lodowa w Szczyrku
Jaskinia Lodowa w Szczyrku (również Jaskinia Partyzancka) – jaskinia u południowo-wschodnich podnóży Hyrcy w Beskidzie Śląskim. Znajduje się w Szczyrku, w dawnym wyrobisku lokalnego kamieniołomu w lesie na lewym brzegu Żylicy, ponad tzw. Zaporą.
Jest niewielką jaskinią typu szczelinowego. Długość korytarzy wynosi ok. 32 m. Nazwa pochodzi od lodu utrzymującego się wewnątrz jaskini przez większą część roku. Jaskinia znana jest okolicznej ludności, która wspomina o ukrywaniu się w niej ludzi w czasie II wojny światowej (stąd druga nazwa). W 1974 r. otwór wejściowy uległ zawaleniu na skutek podjęcia ponownej eksploatacji kamieniołomu. Później został na nowo przekopany. Zaraz za nim znajduje się sala długości 15 m i wysokości 5 m. Jaskinia zawdzięcza nazwę naciekom lodowym pokrywającym ściany i spąg niemal przez cały rok.
W pobliżu, w tym samym kamieniołomie, znaleziono dwie inne małe jaskinie: Brodatą (dł. 9 m) i Lisią Jamę (dł. 5 m). Do jaskini dojść można od przystanku PKS Szczyrk-Wodospad.